# Sony Smartwatch 3
 (juin 2016).
 (juin 2016).
 (juin 2016).
- Si vous ne connaissez pas le sujet, laissez ce bandeau (vous pouvez alors contacter les auteurs).
- Si vous supprimez le contenu mis en cause (vous pouvez préalablement contacter les auteurs),

argumentez précisément cette suppression dans la page de discussion
(un manque de référence n'est pas un argument ; une recherche réelle de référence doit avoir été effectuée, être formellement documentée).

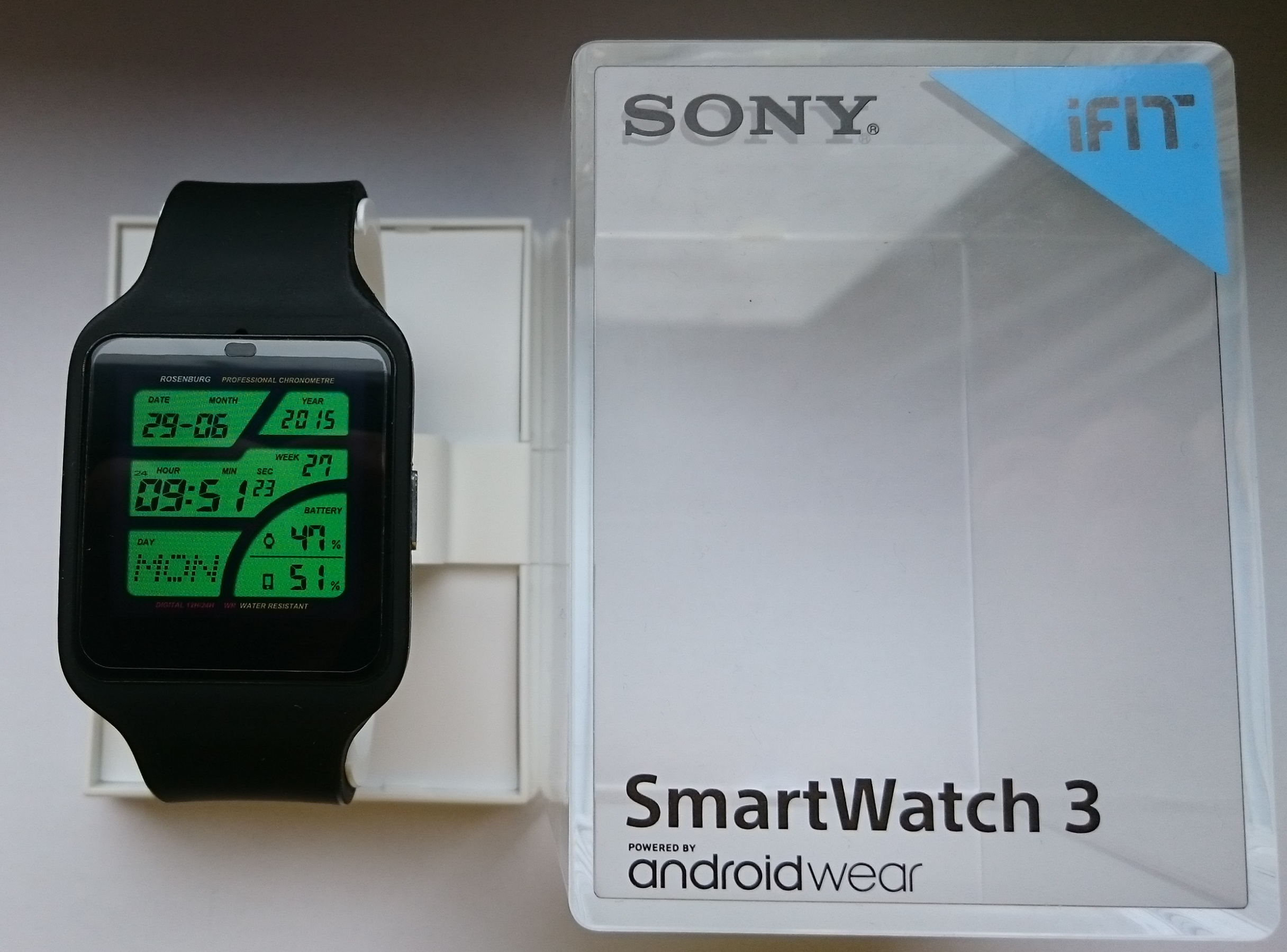
Sony Smartwatch 3.

La Sony SmartWatch 3, est une montre connectée fonctionnant sous Wear OS. Elle a été présentée au Mobile World Congress en février 2014 et mise en vente à partir d'octobre de la même année, par Sony. Elle tire son nom de la dénomination Anglaise des montres connectées, smartwatch, à savoir une montre bracelet informatisée avec des fonctionnalités présentant des caractéristiques comparables à celles d'un PDA.
La Sony SmartWatch 3 est une montre connectée lancée par Sony en 2014, fonctionnant sous Android Wear, système d'exploitation de Google pour objets connectés, aujourd'hui appelé Wear OS. Ce modèle fut la troisième génération de smartwatch développée par Sony, mais la première à utiliser Android Wear, la rendant ainsi compatible avec un plus large éventail de smartphones Android.

## Fonctionnalités
La montre se veut autonome grâce à sa puce Wi-Fi intégrée. Elle est constituée de deux parties: le core, c'est-à-dire les composants de la montre, hormis le bracelet (par exemple l'écran et la batterie) et le bracelet dans lequel la montre s'encastre, disponible en plusieurs couleurs (acier, silicone, noir, jaune, blanc, rose et en cuir noir ou marron) 
La montre est totalement étanche à la poussière et résiste à l'immersion, avec un indice de protection IP68. Elle fonctionne sous la version 1.5.0 d'Android Wear. Elle dispose d'une puce GPS, élément rare en 2014 sur une montre connectée. Son écran LCD tactile rectangulaire propose une résolution de 320x320 pixels.

## Caractéristiques
La montre est équipée d'un processeur Qualcomm Snapdragon 400 cadencé à 1,2 Ghz, de 512 Mo de RAM et 4 Go de stockage.
Elle nécessite la présence de l'application Android Wear pour fonctionner et est compatible avec les téléphones Android 4.3 ou version ultérieure et IOS (Apple) 8.2 ou version ultérieure et se connecte via Bluetooth.
La montre dispose d'une batterie de 420 mAh, du Near Field Communication (NFC), d'une boussole ainsi que d'un accéléromètre.
Elle n'est pas compatible avec les versions 2 et 3 de Wear OS, Google n'ayant pas proposé ces nouvelles versions pour l'architecture de ce modèle.